# Americký filmový institut
Americký filmový institut (anglicky American Film Institute) je filmová organizace, která vzdělává filmaře a oceňuje je cenou American Film Institute Award. Institut se skládá z členů komunit filmu, zábavy a obchodu. Prezidentem společnosti je Bob Gazzale (od října roku 2014). Byl založen v roce 1965 a skládal se z 22 členů, včetně herce Gregoryho Pecka a Sidneyho Poitiera. Každoročně se předávají ceny AFI Awards, které oceňují filmové a televizní počiny loňského roku. Vítězové jsou oznámeni v prosinci a v lednu se koná oficiální předání cen. Pouze v roce 2001 se ceremoniál vysílal na stanici CBS a předávalo se několik cen, kvůli malé sledovanosti se instituce rozhodla přejít zpátky k formátu vyhlášení pouze nejlepších filmů a nejlepších televizních programů.